# Кропачев, Александр Павлович
Александр Павлович Кропачев (1824—1906) — купец 1-й гильдии, промышленник и благотворитель, почетный гражданин города Перми.

## Биография
Родился 3 сентября 1824 года. Происходил из крепостной семьи заводчиков Всеволожских. Его отец — Павел Николаевич Кропачев, доставлял на заводы графа Н. В. Всеволожского продукты и товары, закупленные на Нижегородской ярмарке. С 1862 года он занимался поставкой горнового камня на Мотовилихинский пушечный завод с берегов реки Чусовой.
Александр сначала помогал отцу в перевозке грузов. В 1862 году он был приписан в пермское купечество. Перешёл из 2-й гильдии в 1-ю гильдию и в 1867 году стал потомственным почетным гражданином. Вместе с братом Михаилом занялся коммерческой деятельностью, получив первоначальный капитал от своего отца. Александр Павлович быстро богател. Занимался хлебной торговлей, вкладывал капитал в строительство заводов — ему принадлежали крупные кирпичные заводы Перми. Также строил грузовые суда, перевозившие товары по разным рекам России. Приобрел земельные и лесные участки в Саратовской и Самарской губерниях.

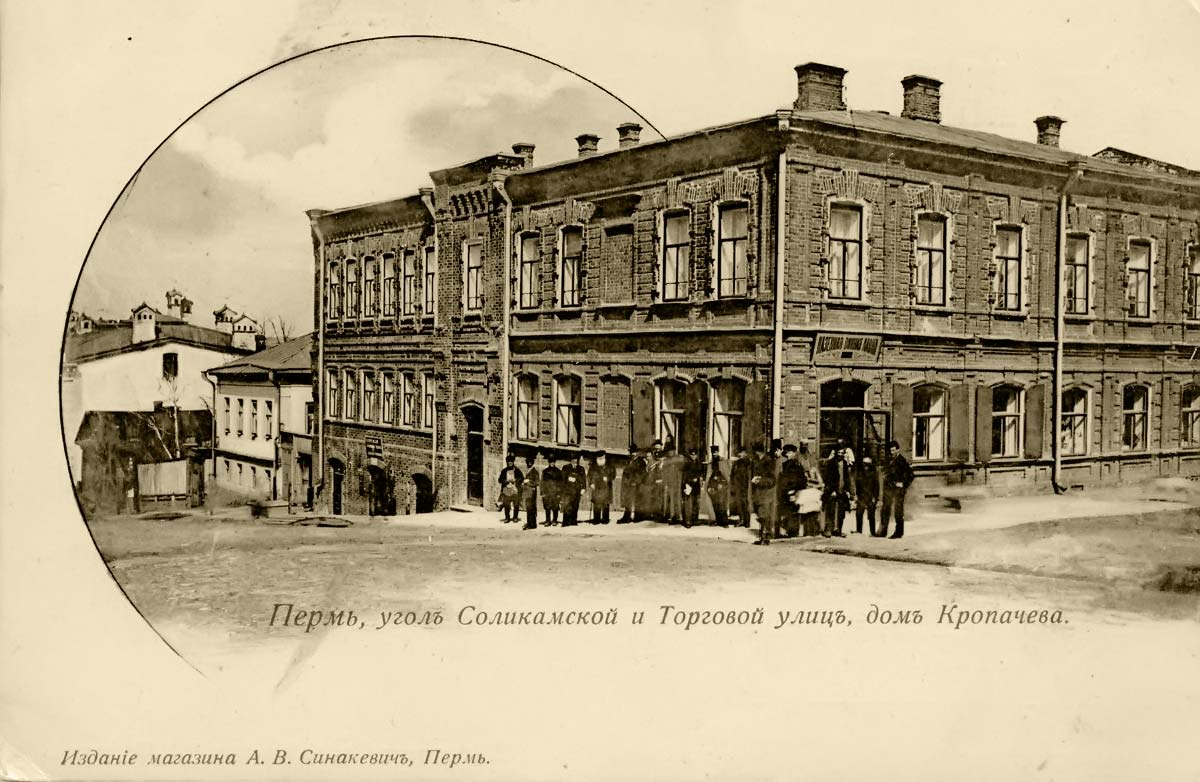
Один из домов Кропачева

За заслуги в области торговли и промышленности А. П. Кропачеву было пожаловано звание «Коммерции советника». В 1890 году Министерство путей сообщения Российской империи за его большой вклад в развитие судоходства и судостроения назвало одну из железнодорожных станций Самаро-Златоустовской железной дороги «Кропачев» (в настоящее время станция Кропачево Южно-Уральской железной дороги). 
Александр Павлович Кропачев занимался также благотворительной деятельностью. Состоял членом различных общественных организаций, был попечителем многих учебных заведений Перми, жертвовал денежные средства на церковные нужды и образование. Так на его деньги была построена церковь в селе Бубинском Оханского уезда (в настоящее время село Буб в Сивинском районе Пермского края). 
Умер 8 декабря 1906 года в Перми. Похоронен на Архиерейском кладбище.
Дома в Перми, принадлежавшие А. П. Кропачеву и его родным, сохранились до настоящего времени, являясь памятниками архитектуры.

## Семья
Жена — Кропачева Аграфена Филипповна. Сын Николай родился 3 апреля 1851 г. в Нижнем Новгороде, в год смерти отца проживал в г. Канн (Франция).

## Награды
- Был награжден орденами Св. Владимира 3-й степени, Св. Анны 3-й и 2-й степеней, Св. Станислава 3-й и 2-й степеней.
- В 1881 году за активную деятельность в развитии судоходства ему была объявлена благодарность от императора Александра II.